# Толлмаш, Лайонел, 8-й граф Дайсарт
Лайоне́л Уи́льям Джо́н То́ллмаш, 8-й гра́ф Дайса́рт (англ. Lionel William John Tollemache, 8th Earl of Dysart; 18 ноября 1794 — 23 сентября 1875) — британский аристократ и политический деятель, 8-й граф Дайсарт (1840—1875).

## Биография
Лайонел Толлмаш (ранее Меннерс) был старшим сыном Уильяма Меннерса-Толлмаша, лорда Хантингтауэр и его супруги Кэтрин Ребекки Грей, дочери Фрэнсиса Грея и Элизабет Раддок.
В 1821 году его бабушка унаследовала титул, как графиня Дайсарт и её родственники по королевскому разрешению сменили фамилию Маннерс на Толлмаш и получили разрешение на герб Толлмаш. В 1827 году, Лайонел и его младший брат Феликс Толлмаш были избраны в парламент от избирательного округа Ильчестер.
В 1833 году после смерти отца унаследовал титул баронета из Хэнби-холла, а также приобрёл богатые поместья в Линкольншире и Лестершире. 
В 1836 году Лайонел был назначен на должность главного шерифа графства Лестершира, которым был в течение года.
В 1840 году после смерти своей бабушки унаследовал её титул и стал графом Дайсарт, а также унаследовал её поместье в Хэм-Хаусе (Суррей). Скончался 23 сентября 1875 года, в возрасте 83 лет; его титулы унаследовал внук Уильям.

## Семья
В 1819 году, Лайонел женился на Мэри Элизабет Тун, дочери Свина Туна; у них был единственный сын Уильям, умерший при жизни отца.
От любовницы Эстер Кокс у него был внебрачный сын Альфред (1818—?).